# Torneio Pré-Olímpico de Voleibol Feminino de 2020 - NORCECA
O Torneio Pré-Olímpico de Voleibol Feminino da NORCECA de 2020 foi disputado de 10 a 12 de janeiro de 2020, em Santo Domingo, República Dominicana. O campeão deste torneio obteve a qualificação para os referidos jogos olímpicos e a República Dominicana alcançou tal promoção ao terminar na primeira colocação geral.

## Formato de disputa
Para a classificação dentro do grupo na primeira fase, o placar de 3-0 garantiu cinco pontos e nenhum para a equipe derrotada,  3-1 garantiu quatro pontos para a equipe vencedora e e um para a perdedora; já o placar de 3-2 garantiu três pontos para a equipe vencedora e dois para a perdedora.
Na fase única os quatro times do grupo se enfrentaram e o primeiro colocado obteve a qualificação olímpica.

## Local dos jogos
| Todas as partidas      |
| ---------------------- |
| Santo Domingo          |
| Pabellón Ricardo Arias |
| Capacidade: 4 000      |

## Equipes participantes
As seguintes seleções foram qualificadas para a disputa do Pré-Olímpico NORCECA 2020:
| Equipe               | Qualificação                      | Posição |
| -------------------- | --------------------------------- | ------- |
| República Dominicana | Copa dos Campeões NORCECA de 2019 | 2º      |
| Canadá               | Campeonato NORCECA de 2019        | 3º      |
| Porto Rico           | Campeonato NORCECA de 2019        | 4º      |
| México               | Campeonato NORCECA de 2019        | 5º      |

## Quadrangular
|     |                      |     | Jogos | Jogos | Jogos | Resultados | Resultados | Resultados | Resultados | Resultados | Resultados | Sets | Sets | Sets  | Pontos | Pontos | Pontos |
| Pos | Equipe               | Pts | T     | V     | D     | 3–0        | 3–1        | 3–2        | 2–3        | 1–3        | 0–3        | V    | P    | R     | V      | P      | R      |
| --- | -------------------- | --- | ----- | ----- | ----- | ---------- | ---------- | ---------- | ---------- | ---------- | ---------- | ---- | ---- | ----- | ------ | ------ | ------ |
| 1   | República Dominicana | 12  | 3     | 3     | 0     | 1          | 1          | 1          | 0          | 0          | 0          | 9    | 3    | 3.000 | 280    | 216    | 1.296  |
| 2   | Porto Rico           | 8   | 3     | 2     | 1     | 1          | 0          | 1          | 0          | 0          | 1          | 6    | 5    | 1.200 | 237    | 247    | 0.960  |
| 3   | Canadá               | 7   | 3     | 1     | 2     | 0          | 1          | 0          | 1          | 1          | 0          | 6    | 7    | 0.857 | 275    | 290    | 0.948  |
| 4   | México               | 3   | 3     | 0     | 3     | 0          | 0          | 0          | 1          | 1          | 1          | 3    | 9    | 0.333 | 241    | 280    | 0.861  |

- Horário UTC−04:00.

| Data   | Hora  |                         | Placar |                         | Set 1 | Set 2 | Set 3 | Set 4 | Set 5 | Total   | Relatório |
| ------ | ----- | ----------------------- | ------ | ----------------------- | ----- | ----- | ----- | ----- | ----- | ------- | --------- |
| 10 jan | 17:00 | Canadá                  | 2–3    | ' Porto Rico'           | 22–25 | 25–22 | 25–22 | 23–25 | 12–15 | 107–109 | 107–109   |
| 10 jan | 20:00 | 'República Dominicana ' | 3–2    | México                  | 25–19 | 25–17 | 21–25 | 23–25 | 15–5  | 109–91  | 109–91    |
| 11 jan | 17:00 | 'Porto Rico '           | 3–0    | México                  | 25–20 | 25–22 | 25–23 |       |       | 75–65   | 75–65     |
| 11 jan | 19:00 | Canadá                  | 1–3    | ' República Dominicana' | 13–25 | 25–21 | 19–25 | 15–25 |       | 72–96   | 72–96     |
| 12 jan | 16:00 | México                  | 1–3    | ' Canadá'               | 25–21 | 19–25 | 18–25 | 23–25 |       | 85–96   | 85–96     |
| 12 jan | 18:00 | 'República Dominicana ' | 3–0    | Porto Rico              | 25–20 | 25–18 | 25–15 |       |       | 75–53   | 75–53     |

## Classificação final
| Posição | Equipe               |
| ------- | -------------------- |
| 1       | República Dominicana |
| 2       | Porto Rico           |
| 3       | Canadá               |
| 4       | México               |

|  | Qualificado para a Olimpíada Tóquio 2020 |

## Prêmios individuais
Os destaques individuais do torneio foram:
| MVP (Most Valuable Player) | Bethania de la Cruz | República Dominicana |
| Oposto                     | Andrea Rangel       | México               |
| 1ª Ponteira                | Bethania de la Cruz | República Dominicana |
| 2ª Ponteira                | Brayelin Martínez   | República Dominicana |
| 1ª Central                 | Lisvel Elisa Eve    | República Dominicana |
| 2ª Central                 | Jineiry Martínez    | República Dominicana |
| Levantadora                | Niverka Marte       | República Dominicana |
| Líbero                     | Brenda Castillo     | República Dominicana |
| Melhor pontuadora          | Brayelin Martínez   | República Dominicana |
| Melhor recepção            | Brenda Castillo     | República Dominicana |
| Melhor defesa              | Brenda Castillo     | República Dominicana |
| Melhor saque               | Bethania de la Cruz | República Dominicana |